# Hoplotarache mionides
Hoplotarache mionides là một loài bướm đêm trong họ Noctuidae.